# 六合村 (群馬県)
六合村（くにむら）は、群馬県北西部、吾妻郡にあった村である。

## 概要
山あいの閑静な村で、総面積の大半を山林原野が占める。新潟や長野との県境を有するが、登山道を除き村から直接県外へと抜ける交通路は整備されていない。村域の中北部に尻焼温泉、花敷温泉があり、長野県との県境付近には野反湖がある。

## 地理

### 地域・字
- 赤岩（あかいわ）
- 入山（いりやま）
- 太子（おおし）
- 小雨（こさめ）
- 生須（なます）
- 日影（ひかげ）

### 隣接自治体
- 群馬県
  - 東吾妻町
  - 草津町
  - 中之条町
  - 長野原町
- 長野県
  - 栄村
  - 高山村
  - 山ノ内町
- 新潟県湯沢町

## 歴史
1900年（明治33年）に草津村から分かれ村制を施行した。1889年（明治22年）の合併により草津村となる以前にはそれぞれ独立した村であった小雨、赤岩、生須、太子（おおし）、日影、入山の6つの大字を合わせたことから「六合」の名が生まれた。

### 年表
- 1889年（明治22年）4月1日 - 町村制施行に伴い、吾妻郡草津、前口、小雨、赤岩、生須、太子、日影、入山の8箇村が合併し、草津村が誕生。
- 1900年（明治33年）7月1日 - 草津村のうち、小雨、赤岩、生須、太子、日影、入山が六合村として分立する。草津、前口は草津町となる。
- 1921年（大正10年） - 同村小雨にて小雨電灯株式会社が水力発電所である小雨発電所を建設。小雨、生須において村内初の電力供給が行われる[2]。
- 1936年（昭和11年） - 役場庁舎を新築移転する[1]。
- 1937年（昭和12年）7月15日 - 群馬県道長野原花敷線の改修工事が完了され、入山まで車道が開通する[2]。
- 1942年（昭和17年）9月30日 - 入山の小倉集落にあった硫黄鉱山である日曹鉱業小倉鉱業所が閉山。この鉱山は大正初期より個人採掘により採掘されていたものが昭和10年代に入って日曹鉱業によって再開発されたものである[2]。
- 1945年（昭和20年）1月2日 - 日本鋼管群馬鉄山専用線 長野原（現長野原草津口駅） - 太子間開業。
- 1952年（昭和27年）10月1日 - 日本鋼管群馬鉄山専用線を鉄道省長野原線に移管。
- 1954年（昭和29年）6月21日 - 長野原 - 太子間旅客営業開始。
- 1962年（昭和37年）5月10日 - 六合村へき地診療所が開設される[1]。
- 1963年（昭和38年） - 群馬鉄山が閉山。
  - 同年 - 辺地法の公布に伴い熊倉、かじ屋敷、中室、湯久保等の集落に電力供給が行われることとなり、同村での無電灯集落が解消された[2]。

- 1966年（昭和41年）10月1日 - 長野原 - 太子間貨物営業廃止。
- 1970年（昭和45年）11月1日 - 長野原 - 太子駅間営業休止。
- 1971年（昭和46年）
  - 3月7日 - 長野原線が改称し吾妻線となる。
  - 5月1日 - 吾妻線 長野原 - 太子間廃止。
  - 12月25日 - 六合村歯科診療所が開設される[1]。
- 1974年（昭和49年）9月25日 - 役場庁舎および農協庁舎を有する集合施設である基幹集落センターが建設される[2]。
- 2010年（平成22年）3月28日 - 同郡中之条町と合併。2024年現在、日本で最後に消滅した村である。

### 「六合」を「くに」と読む由来
古事記上巻序文に「乾符を握って六合を総べ」、日本書紀の神武天皇即位のくだりに「六合を兼ねて以って都を開き」とあり、「六合」とは天地と東西南北、すなわち支配の及ぶ範囲「国」を表すことから、「六合」を「くに」と読んでいる。

## 教育
- 高等学校
  - 白根開善学校高等部※中高併設
- 中学校
  - 六合村立六合中学校
  - 白根開善学校中等部※中高併設
- 小学校
  - 六合村立六合小学校

## 交通

### 鉄道
村内に鉄道路線は通っていない。最寄り駅は、JR東日本吾妻線中之条駅。

#### 廃止された鉄道
1971年（昭和46年）までは吾妻線太子駅が設置されていた。
- 日本国有鉄道（国鉄）
  - 吾妻線（太子支線）：太子駅

### バス
- 六合村営バス（長野原草津口駅 - 六合村）

### 道路
- 国道292号
- 国道405号
- 群馬県道55号中之条草津線

## 観光

### 名所・旧跡
- 六合赤岩（重要伝統的建造物群保存地区）
- チャツボミゴケ公園
- 旧太子駅
- 花敷温泉
- 尻焼温泉
- 応徳温泉
- 湯の平温泉（2012年より休止）
- 野反湖
- 熊倉遺跡
- 広池遺跡
- 入山世立のしだれ栗
- 龍澤寺の妙全杉
- 小倉のしだれ桜
- 十二の杜

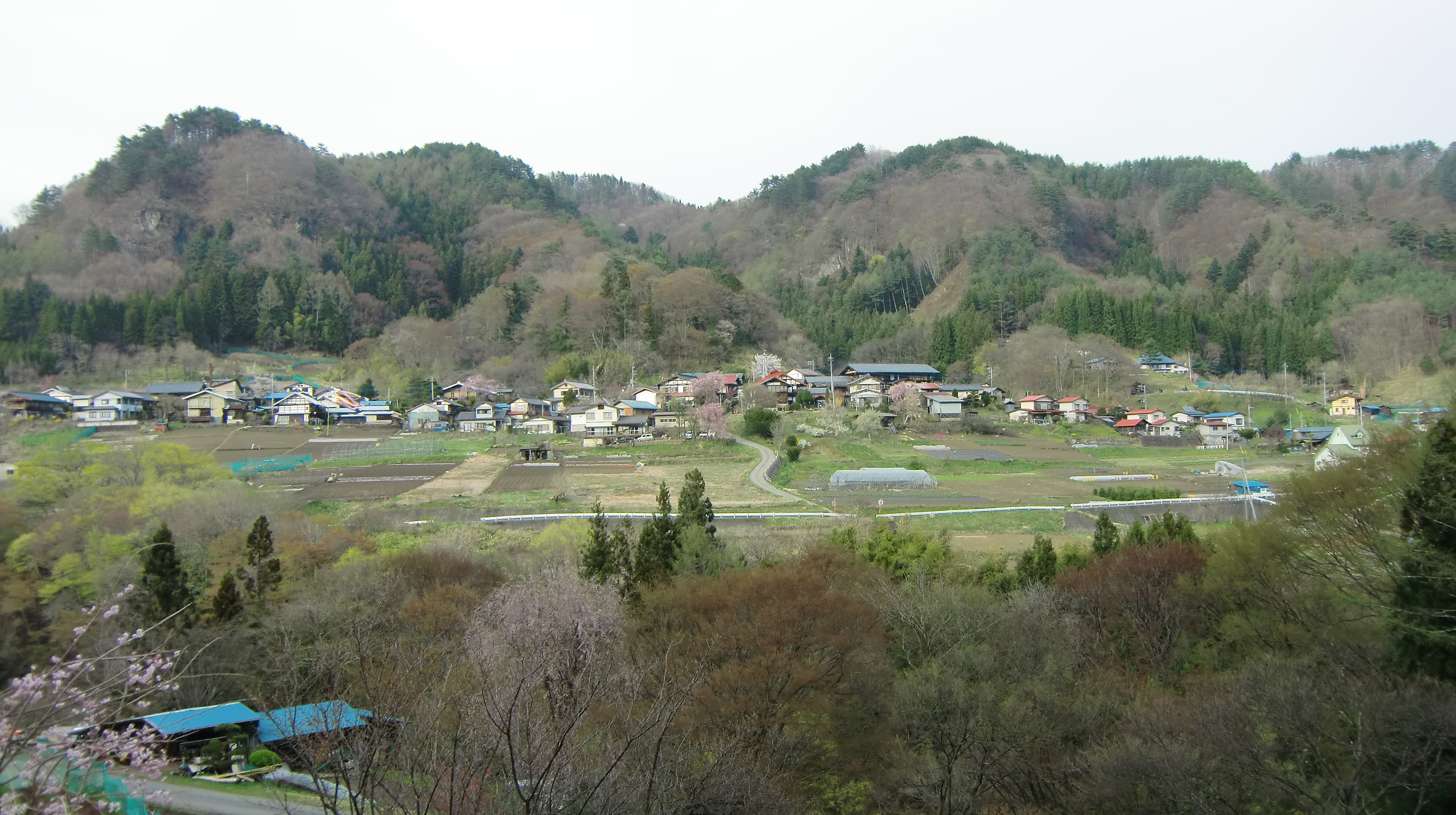
六合赤岩集落

- 吾嬬橋（1901年に前橋市と渋川市の境の利根川に架設された坂東橋が1959年に架け替えられる際、六合村・赤城村・子持村がそれぞれ譲り受け移設し再活用したもののうち、唯一現役で活用されている[2]。ぐんまの土木遺産に登録されている[3]。）

## 六合村の出身者

### 出身著名人
- 関太 - お笑い芸人、タイムマシーン3号

### 六合にゆかりのある著名人
- 真田昌幸 - 岩櫃城攻撃にあたり、暮坂峠越えのルートをとっている。
- 高野長英 - 逃亡中に一時、赤岩地区に隠れ住んだと伝えられる。
- 佐久間象山 - 『沓野日記』で資源調査のために六合村北部地域を訪れている。
- 長塚節 - 1908年に六合村を訪れ、のちに入山で詠んだ歌を発表している。1978年、その歌の歌碑が入山世立のしだれ栗近くの丘に作られている[2]。
- 若山牧水 - 『みなかみ紀行』で六合村を訪れている
- 長島一茂 - ごく短期間であるが、白根開善学校中等部で中学時代をすごしている。